# ترانتوو (کانزاس)
ترانتوو (به انگلیسی: Toronto) شهری در ایالت کانزاس کشور ایالات متحده آمریکا است که جمعیت آن در سرشماری سال ۲۰۱۰ میلادی، ۲۸۱ نفر بوده‌است.